# Grafschaft Oldenburg
Die Grafschaft Oldenburg (lat. Oldenburgensis oder Oldenburgicus Comitatus) war ein Territorium im Heiligen Römischen Reich, das ab 1500 dem Niederrheinisch-Westfälischen Reichskreis und ab 1653 dem Westfälischen Reichsgrafenkollegium des Reichstages angehörte.

## Geschichte

### Mittelalter

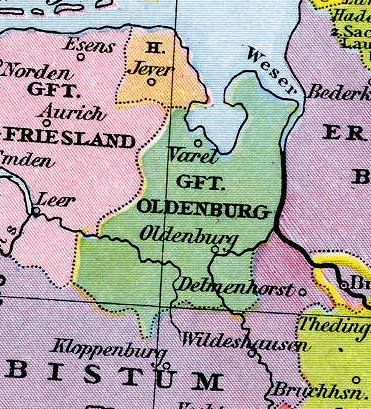
Die Grafschaft Oldenburg im Jahre 1500

Die Grafschaft entwickelte sich rund um die 1108 erstmals erwähnte Siedlung Oldenburg. Die Herkunft der Oldenburger Grafen ist aufgrund der dürftigen Quellenlage ungewiss. Der (vermutlich legendäre) Ahnherr Huno wird als „Graf von Rüstringen“ bezeichnet, was aber nicht zwangsläufig auf eine friesische Herkunft schließen lässt.
Der erste historisch gesicherte Graf Egilmar I. könnte aus dem Osnabrücker Nordland stammen und somit sächsischer Herkunft gewesen sein. Im Laufe der Geschichte konnten die Grafen größere Gebiete hinzugewinnen. Nach der Schlacht bei Altenesch erwarben die Oldenburger 1234 das Land der ebenfalls friesischen Stedinger, später mehrere friesische Gebiete (Butjadingen, Rüstringen, Wurden). Anfangs noch Vasallen des sächsischen Welfenfürsten Heinrichs des Löwen nutzten sie dessen Entmachtung durch Kaiser Barbarossa zur Selbständigkeit.

### Frühe Neuzeit
Größere Bedeutung erlangte das Haus Oldenburg, als Graf Dietrich von Oldenburg († 1440) eine Tochter Gerhards VI. von Schleswig-Holstein-Rendsburg heiratete. Dietrichs jüngerer Sohn führte die gräflich-oldenburgische Linie weiter, die 1667 erlosch. Dietrichs älterer Sohn Christian wurde 1448 als Christian I. zum König von Dänemark und 1460 zum Landesherrn der Herzogtümer Schleswig und Holstein gewählt. Nach der Schlacht an der Hartwarder Landwehr 1514 verdoppelte die Grafschaft ihr Territorium und ihre Bevölkerung, indem sie Stadland und Butjadingen unter ihre Kontrolle brachte. 1575 erbte das Haus Oldenburg die Herrschaft Jever. 
Im 16. Jahrhundert wurde die Grafschaft im Zuge der Reformation lutherisch, mit Ausnahme der reichsunmittelbaren Herrschaft Kniphausen (einer Herrschaft bei Accum, am heutigen Ortsrand von Wilhelmshaven), die reformiert wurde. Dieser Prozess der Konfessionalisierung zog sich von ersten lutherischen Predigten im Kloster Rastede 1524 über den Machtwechsel vom katholischen Johann VI. zum lutherischen Anton I. 1529 bis zur Einführung der Kirchenordnung 1573 durch den Theologen Hermann Hamelmann hin. Für die Grafschaft war die Spaltung der Grafendynastie in einen katholischen (Johann VI.) und einen lutherischen Teil (Christoph und Anton I.) bezeichnend, die gegenüber anderen Territorien eine lange Verzögerung in der Einführung der Reformation verursachte.
1647 wurde die Grafschaft Delmenhorst, ursprünglich Sitz einer Nebenlinie, der Grafschaft Oldenburg wieder zugesprochen. 1667, nachdem Graf Anton Günther ohne in der Grafschaft nachfolgeberechtigte Nachkommen verstorben war, erbte diese Linie auch Oldenburg, das somit in Personalunion mit der Krone Dänemarks verbunden war und die dänische Flagge führte. Administrativ wurde das Territorium durch die Deutsche Kanzlei in Kopenhagen verwaltet. Als Statthalter wurde Anton I. von Aldenburg, ein illegitimer Sohn des Grafen Anton Günther, eingesetzt. Allerdings waren Jever und Kniphausen davon nicht betroffen. Die Herrschaft Jever fiel aufgrund seines Testaments an den Erben seiner 1657 verstorbenen Schwester Magdalene, Fürst Johann VI. von Anhalt-Zerbst, und kam als „Kunkellehen“ bei der Zerbster Teilung 1795 in den Besitz der Zarin Katharina II., einer geborenen Prinzessin von Anhalt-Zerbst.

### Selbstständigkeit und Erhöhung in den Reichsfürstenstand
Nach Ländertausch im Haus Gottorf durch den Vertrag von Zarskoje Selo 1773 (die verbliebenen Besitzungen des Hauses Gottorf in Holstein gingen an Dänemark, während Oldenburg und Delmenhorst an die jüngere Linie des Hauses Gottorf gingen) wurde die bis dahin von dänischen Statthaltern regierte Grafschaft 1774 durch Kaiser Joseph II. in den Reichsfürstenstand erhoben und fortan als Herzogtum Oldenburg bezeichnet.